# Niveau AAA (baseball)

Logo de Triple-A de baseball.

Le niveau AAA ou Triple-A est, dans le baseball nord-américain, le plus haut niveau de baseball professionnel après les ligues majeures de baseball, et le plus haut niveau des ligues mineures de baseball. On compte trois ligues de baseball de niveau  Triple-A en Amérique du Nord : la Ligue internationale et la Ligue de la côte du Pacifique sont deux ligues américaines affiliées aux ligues majeures de baseball (MLB), et la Ligue mexicaine de baseball, qui est indépendante de la MLB.
Les ligues de niveau AAA sont les plus proches de la MLB.

## Ligue internationale(2023)[1]
| Division | Franchise                           | Ville         | État             | Stade (capacité)                    | Affilié à (depuis)              |
| -------- | ----------------------------------- | ------------- | ---------------- | ----------------------------------- | ------------------------------- |
| East     | Bisons de Buffalo                   | Buffalo       | New York         | Sahlen Field (16 600)               | Blue Jays de Toronto (2013)     |
| East     | Knights de Charlotte                | Charlotte     | Caroline du Nord | Truist Field (10 200)               | White Sox de Chicago (1999)     |
| East     | Bulls de Durham                     | Durham        | Caroline du Nord | Durham Bulls Athletic Park (10 000) | Rays de Tampa Bay (1998)        |
| East     | Jumbo Shrimp de Jacksonville        | Jacksonville  | Floride          | 121 Financial Park (11 000)         | Marlins de Miami (2021)         |
| East     | IronPigs de Lehigh Valley           | Allentown     | Pennsylvanie     | Coca-Cola Park (10 100)             | Phillies de Philadelphie (2007) |
| East     | Tides de Norfolk                    | Norfolk       | Virginie         | Harbor Park (11 856)                | Orioles de Baltimore (2007)     |
| East     | Red Wings de Rochester              | Rochester     | New York         | Frontier Field (13 500)             | Nationals de Washington (2021)  |
| East     | RailRiders de Scranton/Wilkes-Barre | Moosic        | Pennsylvanie     | PNC Field (10 000)                  | Yankees de New York (2007)      |
| East     | Mets de Syracuse                    | Syracuse      | New York         | NBT Bank Stadium (10 815)           | Mets de New York (2019)         |
| East     | Red Sox de Worcester                | Worcester     | Massachusetts    | Polar Park (9 508)                  | Red Sox de Boston (2021)        |
| West     | Clippers de Columbus                | Columbus      | Ohio             | Huntington Park (10 100)            | Indians de Cleveland (2009)     |
| West     | Stripers de Gwinnett                | Lawrenceville | Géorgie          | Coolray Field (10 427)              | Braves d'Atlanta (1965)         |
| West     | Indians d'Indianapolis              | Indianapolis  | Indiana          | Victory Field (14 230)              | Pirates de Pittsburgh (2005)    |
| West     | Cubs de l'Iowa                      | Des Moines    | Iowa             | Principal Park (11 500)             | Cubs de Chicago (1981)          |
| West     | Bats de Louisville                  | Louisville    | Kentucky         | Louisville Slugger Field (13 131)   | Reds de Cincinnati (2000)       |
| West     | Redbirds de Memphis                 | Memphis       | Tennessee        | AutoZone Park (10 000)              | Cardinals de Saint-Louis (1998) |
| West     | Sounds de Nashville                 | Nashville     | Tennessee        | First Horizon Park (10 000)         | Brewers de Milwaukee (2021)     |
| West     | Storm Chasers d'Omaha               | Omaha         | Nebraska         | Werner Park (9 023)                 | Royals de Kansas City (1969)    |
| West     | Saints de Saint Paul                | Saint Paul    | Minnesota        | CHS Field (10 210)                  | Twins du Minnesota (1982)       |
| West     | Mud Hens de Toledo                  | Toledo        | Ohio             | Fifth Third Field (10 300)          | Tigers de Détroit (1969)        |

## Ligue de la côte du Pacifique(2023)[2]
| Division | Franchise                   | Ville           | État            | Stade (capacité)                     | Affilié à (depuis)               |
| -------- | --------------------------- | --------------- | --------------- | ------------------------------------ | -------------------------------- |
| East     | Isotopes d'Albuquerque      | Albuquerque     | Nouveau-Mexique | Isotopes Park (13 500)               | Rockies du Colorado (2015)       |
| East     | Chihuahuas d'El Paso        | El Paso         | Texas           | Southwest University Park (9 500)    | Padres de San Diego (2014)       |
| East     | Dodgers d'Oklahoma City     | Oklahoma City   | Oklahoma        | Chickasaw Bricktown Ballpark (9 000) | Dodgers de Los Angeles (2015)    |
| East     | Express de Round Rock       | Round Rock      | Texas           | Dell Diamond (11 631)                | Rangers du Texas (2021)          |
| East     | Space Cowboys de Sugar Land | Sugar Land      | Texas           | Constellation Field (7 500)          | Astros de Houston (2021)         |
| West     | Aviators de Las Vegas       | Summerlin       | Nevada          | Las Vegas Ballpark (10 000)          | Athletics d'Oakland (2019)       |
| West     | Aces de Reno                | Reno            | Nevada          | Greater Nevada Field (9 013)         | Diamondbacks de l'Arizona (2009) |
| West     | River Cats de Sacramento    | West Sacramento | Californie      | Sutter Health Park (14 014)          | Giants de San Francisco (2015)   |
| West     | Bees de Salt Lake           | Salt Lake City  | Utah            | Smith's Ballpark (14 511)            | Angels de Los Angeles (2001)     |
| West     | Rainiers de Tacoma          | Tacoma          | Washington      | Cheney Stadium (6 500)               | Mariners de Seattle (1995)       |